# Собор в Мурсии
Собор Пресвятой Девы Марии в Мурсии (исп. Iglesia Catedral de Santa María en Murcia) — собор епархии Картахены Римско-католической церкви в городе Мурсия, в регионе Мурсия, в Испании.

## История
В 1243 году в Алькарасе между тайфой Мурсии и королевством Кастилии и Леона был подписан договор, одним из следствий которого стало восстановление в 1250 году старого собора в Картахене, так как в этом городе издревле (документировано с IV века) существовала епископская кафедра, и всё еще проживало немалое число христиан.
После того, как в 1266 году король Хайме I Завоеватель подавил восстание мусульман и завоевал Мурсию, он преобразовал Великую мечеть, или Альхамия, в храм в честь Пресвятой Девы Марии. В 1291 году здание мечети было разобрано, и началось строительство церкви. По приказу короля Санчо IV, в ответ на просьбу епископа и без благословения Папы кафедра епархии Картахены была перенесена в Мурсию, но епархия сохранила прежнее название.
В 1385 году состоялась закладка фундамента нового собора, а в начале 1388 года было начато строительство. Но только в 1394 году началось полномасштабное строительство, которое завершилось в октябре 1467 года. 24 января 1465 года Папа Павел II признал за храмом статус собора. Тем не менее, строительство продолжалось вплоть до XVIII века, что отразилось в сплетении нескольких архитектурных стилей во внешнем облике и внутреннем убранстве храма.
В 1854 году собор перенес страшный пожар, который разрушил оригинальный алтарь и хоры. Новый алтарь был воссоздан в готическом стиле. Под органом были установлены ниши в стиле платереско XVI века из монастыря Сан-Мартин-де-Вальдеглесиас, пожертвованные собору королевой Изабеллой II.
В часовне с правой стороны от алтаря погребены сердце и внутренние органы короля Альфонса X Мудрого, согласно его завещанию, в качестве подарка и доказательства его любви к Мурсии, в благодарность за верность, которую продемонстрировали королю местные жители.

## Описание

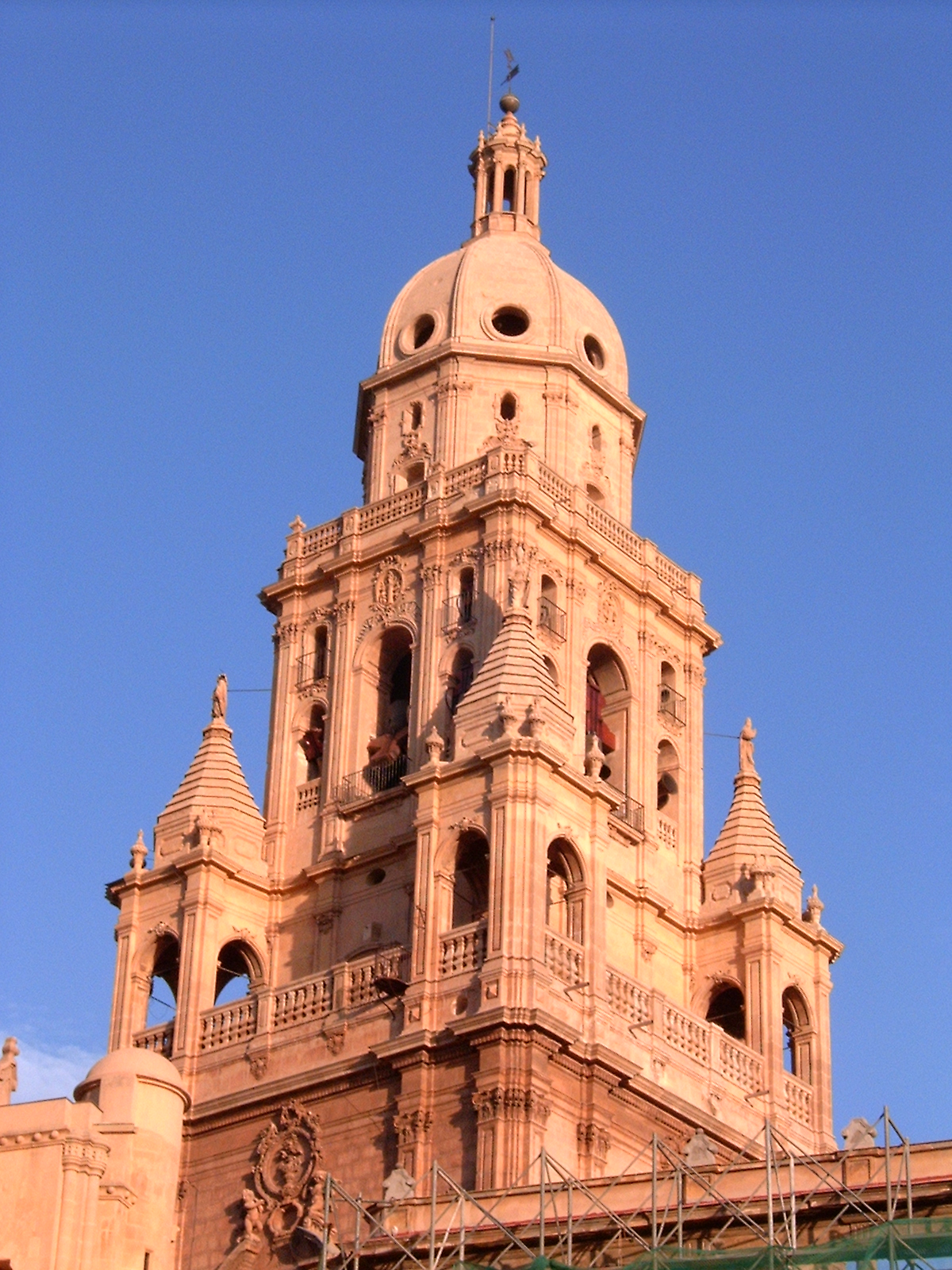
Колокольня

Колокольня высотой в 93 метров (98 метров вместе с флюгером) была построена между 1521 и 1791 годами. Это вторая по величине колокольня в Испании. Она состоит из пяти уровней различной ширины. Башня также сочетает в себе смешение архитектурных стилей.
Первый уровень построен в стиле Ренессанс архитекторами Франсиско и Якобо Флорентино и украшен местным декором платереско.
Второй уровень также построен в стиле Ренессанс архитектором Херонимо Кихано, но менее декорирован.
Третий уровень построен в стиле барокко и рококо, и имеет купол, возведенный Вентурой Родригесом в стиле неоклассицизма.
На четвертом уровне находятся четыре конъюратория, в каждом углу. В них проводились священниками церемонии, чтобы отразить ураганы с помощью Crucis Lignum, одной из святынь храма.
На колокольне находятся 25 колоколов, все XVII и XVIII веков. Каждый из них имеет своё название. Колокола предупреждали население о наводнениях, связанных с выходом из берегов реки Сегура, о начале войн, о праздниках и торжествах. Самый старый колокол XIV века, Ла Кампана Мора, хранится в музее при соборе в Мурсии.
Внутреннее убранство храма выдержано в готическом стиле. Собор состоит из трех нефов с апсидой и двадцати трех капелл. Часовни посвящены святым покровителям ремесленных союзов или являются местами захоронения епископов и аристократов, которые помогали возведению собора, например, капелла маркиза де Велеса.
Скамьи хоров выполнены в стиле платереско. В этом же стиле выдержано убранство за хорами и дверь в сакристию (ризницу).
Фасад выполнен в стиле барокко по уникальному проекту архитектора Хайме Борта. Портал «Апостолов» был построен в 1488 году Диего Санчес де Альмасан в готическом стиле. Стороны портала украшены статуями четырёх апостолов (отсюда его название). На портале находится герб королевы Изабеллы Кастильской.